# Theon Senior
Theon Senior ist ein Einschlagkrater nordwestlich des Kraters Delambre und südlich des Kraters D’Arrest. Zusammen mit dem wenige Kraterdurchmesser in südsüdöstlicher Richtung entfernten Krater Theon Junior bildet er ein Zwillingspaar.
Theon Senior ist kreisrund und schüsselförmig. Am Fuße seiner abschüssigen Innenwände befindet sich ein kleiner Kraterboden. Der Krater zeigt nur minimale durch Einschläge verursachte Erosionsspuren und erscheint deshalb relativ jung.
| Buchstabe | Position          | Durchmesser | Link |
| --------- | ----------------- | ----------- | ---- |
| A         | 0,21° S, 15,37° O | 5 km        |      |
| B         | 0,16° N, 14,09° O | 6 km        |      |
| C         | 1,43° S, 14,48° O | 5 km        |      |